# Referéndum constitucional de Dahomey de 1958

Modelos de papeletas de votación que utilizarán los electores en territorios de ultramar para el referéndum francés del 28 de septiembre de 1958 previsto por la ley constitucional del 3 de junio de 1958 según el decreto n°58-745 del 20 de agosto de 1958 publicado en el Diario Oficial de la República Francesa de 23 de agosto de 1958.

Un referéndum constitucional para aprobar una nueva Constitución en Francia tuvo lugar en Dahomey el 28 de septiembre de 1958 como parte de un referéndum más amplio realizado en la Unión Francesa. La nueva Constitución vería al país volverse para de la nueva Comunidad Francesa de ser aprobada, o resultaría en la independencia si era rechazada. La Constitución fue aprobada por el 97,84% de los electores.

## Resultados
| Opción                              | Votos   | %     |
| ----------------------------------- | ------- | ----- |
| A favor                             | 418 963 | 97,84 |
| En contra                           | 9 246   | 2,16  |
| Votos en blanco/nulos               | 3 198   | –     |
| Total                               | 431 407 | 100   |
| Electores registrados/participación | 775 170 | 55,65 |
| Fuente: Direct Democracy            |         |       |